# Slugdge
A Slugdge brit extrém metal (progresszív death metal/sludge metal/progresszív metal) zenekar.

## Története
2012-ben alakult Lancashire-ben. Eleinte a "No Sin Evades His Gaze" együttes gitárosának, Kevin Pearsonnak és Matthew Moss énekes szóló projektje volt, de 2018-ban "rendes" zenekarrá nőtte ki magát: Matthew Lowe, a fent említett együttes basszusgitárosa és a The Black Dahlia Murder dobosa, Alan Cassidy csatlakozott a zenekarhoz. Első három nagylemezüket ők jelentették meg, 2017-ben leszerződtek a Willowtip Recordshoz. Dalaik szövegeinek fő témája egy "Mollusca" (latinul: puhatestű) nevű kitalált meztelencsiga-isten. 2018-as negyedik albumukat már a Willowtip Records jelentette meg. Zenei hatásuknak a Death, Morbid Angel, Cynic, Nile, Gojira, Strapping Young Lad együtteseket tették meg.

## Tagok
- Matthew Moss - ének, gitár (2012-)
- Kevin Pearson - gitár (2012-), basszusgitár, programozás (2012-2018)
- Matthew Lowe - basszusgitár (2018-)
- Alan Cassidy - dob (2018-)

## Diszkográfia
- Born of Slime (2013)
- Gastronomicon (2014)
- Dim and Slimeridden Kingdoms (2015)
- Esoteric Malacology (2018)

## Egyéb kiadványok
- Slug Life (EP, 2015)
- The Cosmic Cornucopia (válogatáslemez, 2015)